# Friedrich August Krubsacius

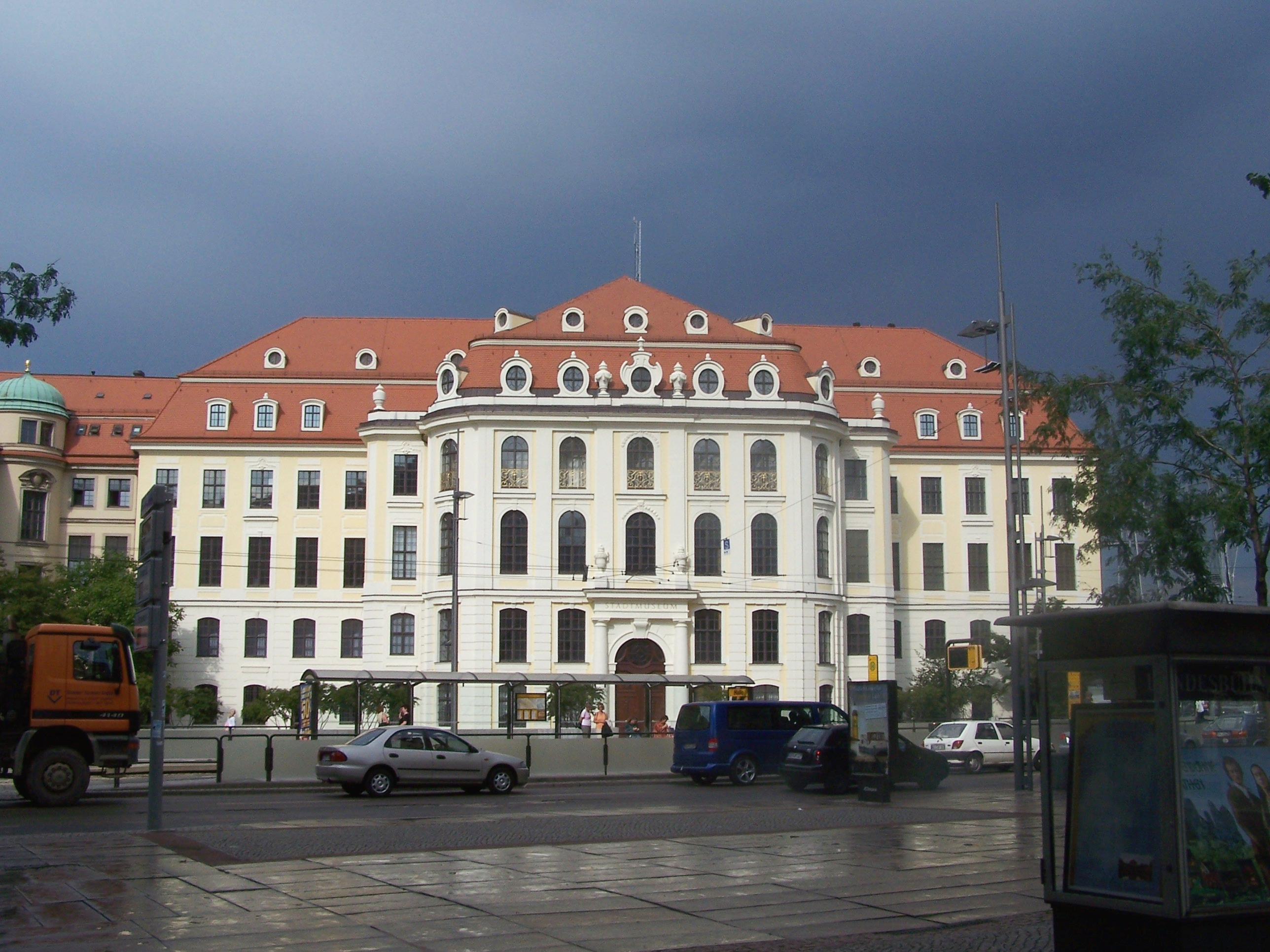
Le Landhaus de Dresde.

Friedrich August Krubsacius (Dresde, 21 mars 1718 - 28 novembre 1789) est un architecte, enseignant et théoricien de l'architecture allemand. Il a été membre honoraire de la société économique de Leipzig (de).
Il est né à Dresde. En 1755, il a été nommé architecte de cour de l'Électorat de Saxe, en 1764 professeur d'architecture à l'académie des beaux-arts de Dresde et en 1776 architecte en chef de Saxe. Il a eu notamment pour élèves Johann August Giesel (de), Gottlob Friedrich Thormeyer et Christian Friedrich Schuricht.
Il a construit des palais pour le Chevalier de Saxe, ainsi que le Landhaus de Dresde, achevé en 1776 et qui abrite maintenant le musée de la ville de Dresde (en). Beaucoup de ses œuvres ont été anéanties par le bombardement de Dresde de février 1945.

## Réalisations
- Château de Martinskirchen (1751–1756)
- Parc du château d'Otterwisch (1752–1754)
- Extension sud du château de Zschepplin (1762)
- Restauration de la salle de bal du Palais de Courlande à Dresde (1763 — détruit en 1945, le palais a été reconstruit à la fin des années 2000)
- Monument funéraire des Hoym dans l'église paroissiale de Thallwitz (1764)
- Palais der Sekundogenitur (de) pour le Chevalier de Saxe (1764–1770 — bâtiment détruit, situé dans l'actuel Blüherpark (de) de Dresde)
- Nouvelle église de Neschwitz (1766–1775 — détruite en 1945)
- Landhaus de Dresde (actuel musée de la ville de Dresde (en), 1770–1776 — terriblement endommagé en 1945, il a été restauré en 1965)
- Reconstruction du Palais Hoym (de) après la guerre de Sept Ans (1766 — bâtiment détruit en 1945 ; sa reconstruction est envisagée)